# Gersau
Gersau (toponimo tedesco) è un comune svizzero di 2 209 abitanti del Canton Svitto, nel distretto di Gersau del quale è l'unico comune. Dal 2019 il borgo, grazie alla sua particolare bellezza architettonica, la sua storia e la posizione privilegiata in cui si trova è entrato a far parte dell'associazione "I borghi più belli della Svizzera". Rientra nel comune di Gersau la località Rigi Scheidegg, una delle vette minori del monte Rigi, che sovrasta Gersau e il Lago dei Quattro Cantoni. La località Rigi Scheidegg è raggiungibili dalla stazione della funivia di Gersau Gschwend in circa 10 minuti.

## Geografia fisica
Situata sul lago dei Quattro Cantoni, sul versante sud del Rigi, Gersau viene spesso chiamata la «Riviera della Svizzera centrale».

## Storia
Nel 1359 Gersau entrò nella sfera della Vecchia Confederazione elvetica con uno statuto giuridico simile a un Paese alleato: in cambio di un contingente armato i confederati di Uri, Svitto e Untervaldo ne garantirono la protezione. Nel 1390 si liberò delle signorie feudali in mano a dei cittadini lucernesi. Diritti balivali, tributari e di giurisdizione passarono di conseguenza agli abitanti di Gersau, che divenne così un comune libero e non pignorabile.
Nel 1433 l'imperatore Sigismondo di Lussemburgo ne riconobbe l'immediatezza imperiale, garantendo la protezione dell'imperatore sul comune che costituì la Libera Repubblica di Gersau. Dopo l'invasione delle truppe napoleoniche (1798) il comune viene integrato nell'effimera Repubblica Elvetica. Dopo alcuni cambiamenti di statuto il destino del comune viene deciso dalla Dieta nel 1817, integrandolo nel Canton Svitto. Questi rese il comune un distretto a sé stante, garantendogli una certa autonomia in materia giudiziaria e nell'amministrazione del territorio comunale e dei suoi beni. Ancora oggi solo le 11 famiglie patrizie (all'incirca 350 persone) sono legittimate all'uso del patrimonio comune (terreni e boschi).